# آندرئا پتکوویچ
آندرئا پتکوویچ (صربی: [Андреа Петковић / Andrea Petković] Error: {{Lang}}: متن دارای نشانه‌گذاری ایتالیک است (راهنما)؛ زادهٔ ۹ سپتامبر ۱۹۸۷) یک تنیس‌باز اهل آلمان است.